# Aulo Mário Celso
Aulo Mário Celso (em latim: Aulus Marius Celsus; m. 73) foi um senador e general romano nomeado cônsul sufecto para o período de julho a agosto de 69 com Cneu Árrio Antonino. Ambos foram indicados por Otão e foram mantidos depois por Vitélio durante o ano dos quatro imperadores. Tibério Júlio Cândido Mário Celso, cônsul sufecto em 86, muito provavelmente era seu parente.

## Carreira
A carreira de Celso começou na época de Nero, quando ele foi legado militar da Legio XV Apollinaris, primeiro na Panônia e depois na Ásia em 63. 
Depois do suicídio de Nero, Galba tornou-o membro de seu círculo de amigos mais próximos e ele estava presente, com o prefeito urbano Aulo Ducênio Gêmino, quando Galba anunciou a fatídica decisão de adotar Lúcio Calpúrnio Pisão Liciniano para ser seu herdeiro. Celso foi enviado por Galba para se encontrar com vexillationes das legiões da Ilíria acampadas no Campo de Agripa com o objetivo de convencê-las a aceitar a escolha de Galba; os legionários o expulsaram ameaçando-o de morte. Depois da morte de Galba, Celso se viu em grande risco de ser assassinado por sua lealdade ao finado imperador, mas Otão o salvou e o trouxe para o seu grupo mais íntimo de conselheiros.
Ao saber que Vitélio estava marchando para Roma com as legiões do Reno, Otão escolheu Celso, Suetônio Paulino e Ápio Ânio Galo para liderar as forças romanas contra ele. Durante a Batalha de Locus Castorum, o primeiro enfrentamento entre os dois exércitos, Celso comandou a cavalaria, o primeiro destacamento a encontrar o inimigo.
Apesar da vitória otoniana em Locus Castorum, a batalha decisiva ainda estava por vir, a Primeira Batalha de Bedríaco. O conhecimento militar de Celso era tido em alta estima e Otão o incluiu no seu conselho de guerra prévio à batalha; durante o encontro, ele apoiou a sugestão de Suetônio de esperar a chegada das legiões que vinham da Ilíria e do Danúbio. Porém, Otão resolveu iniciar a batalha de imediato. Por causa da cautela demonstrada, os dois generais foram reduzidos a membros do staff de Licínio Próculo, "conselheiros no nome, mas, na verdade, bodes expiatórios para quaisquer problemas que ocorressem" nas palavras do historiador Gwyn Morgan. Contudo, a batalha foi um desastre para Otão. Durante o combate, Celso se juntou a Ticiano e estava com ele quando ele retornou ao acampamento otoniano. Celso convocou uma reunião dos principais oficiais e recomendou a rendição; na manhã seguinte, ele próprio foi, com Ânio Galo, até o acampamento viteliano para negociar os termos.
Alguns dias depois, Vitélio alcançou seu exército (vindo da Germânia) e decidiu o que fazer com os generais de Otão que sobreviveram. Próculo e Suetônio alegaram ter ajudado Vitélio perdendo deliberadamente a batalha e foram perdoados. Ticiano, o irmão de Otão, foi perdoado por sua lealdade e incompetência. Apenas Mário Celso se saiu bem, pois aparentemente Vitélio o considerou uma pessoa honrada. Ele deixou passar suas lealdades passadas e imediatamente o tomou como um de seus conselheiros. Celso pôde manter seu consulado, que havia sido indicado por Otão, mas perdeu um mês de seu nundínio para que Vitélio pudesse premiar seus aliados com consulados sufectos.
Já durante o reinado de Vespasiano, Celso serviu como governador da importante província da Germânia Inferior entre 71 e 73, o que levou o historiador Ronald Syme a assumir que ele foi o responsável por encerrar a Revolta dos Batavos. Se esta tese está correta, fica claro que, depois do final de seu mandato na região, Celso foi rapidamente transferido para a Síria, onde foi nomeado como governador para o período de 73 a 74. É possível que ele tenha morrido lá, ainda no posto, pois Marco Úlpio Trajano já aparece como governador na região logo depois da chegada de Celso.